# Zagórze (gmina Łączna)
Zagórze – wieś w Polsce położona w województwie świętokrzyskim, w powiecie skarżyskim, w gminie Łączna.
| SIMC    | Nazwa    | Rodzaj    |
| ------- | -------- | --------- |
| 0274499 | Buczyna  | część wsi |
| 0274507 | Serwatka | część wsi |

W latach 1975–1998 miejscowość należała administracyjnie do województwa kieleckiego.
Przez wieś przechodzi  zielony szlak turystyczny ze Starachowic do Łącznej.